# Альберт Саксен-Кобург-Готский
А́льберт Са́ксен-Ко́бург-Го́тский (англ. Albert of Saxe-Coburg and Gotha, нем. Albert von Sachsen-Coburg und Gotha; 26 августа 1819, замок Розенау — 14 декабря 1861, Виндзорский замок) — саксонский принц из Саксен-Кобург-Готской династии, супруг и консорт (с 1840) королевы Великобритании Виктории.
Альберт происходил из саксонской семьи, связанной со многими династиями Европы. В возрасте 20 лет принц женился на своей двоюродной сестре, правящей королеве Великобритании Виктории, с которой имел девятерых детей. В первые годы брака Альберта сковывало его положение супруга королевы. Будучи деятельной натурой, он не имел ни существенных прав, ни обязанностей. Со временем принц приобрёл репутацию сторонника общественных интересов, таких как образовательная реформа и аболиционизм во всём мире. Королева также доверила мужу управление королевским двором, дворцовыми службами и поместьями. Альберт принимал активное участие в организации Всемирной выставки 1851 года, которая имела оглушительный успех.
Виктория всё больше и больше зависела от его поддержки и руководства. Альберт помог развитию конституционной монархии в Великобритании, убедив жену быть менее пристрастной в отношениях с парламентом, хотя он активно не соглашался с интервенционистской внешней политикой, проводившейся во время пребывания лорда Палмерстона в должности министра иностранных дел. В 1857 году Альберту формально был присвоен титул «Принц-консорт».
Альберт умер в относительно молодом возрасте 42 лет. Виктория была опустошена смертью любимого мужа, впала в глубокий траур и облачилась в чёрное до конца жизни. Когда Виктория умерла в 1901 году, на престол взошёл её и Альберта старший сын Эдуард VII, ставший первым представителем Саксен-Кобург-Готской (впоследствии Виндзорской) династии на британском троне.

## Биография

### Ранняя жизнь

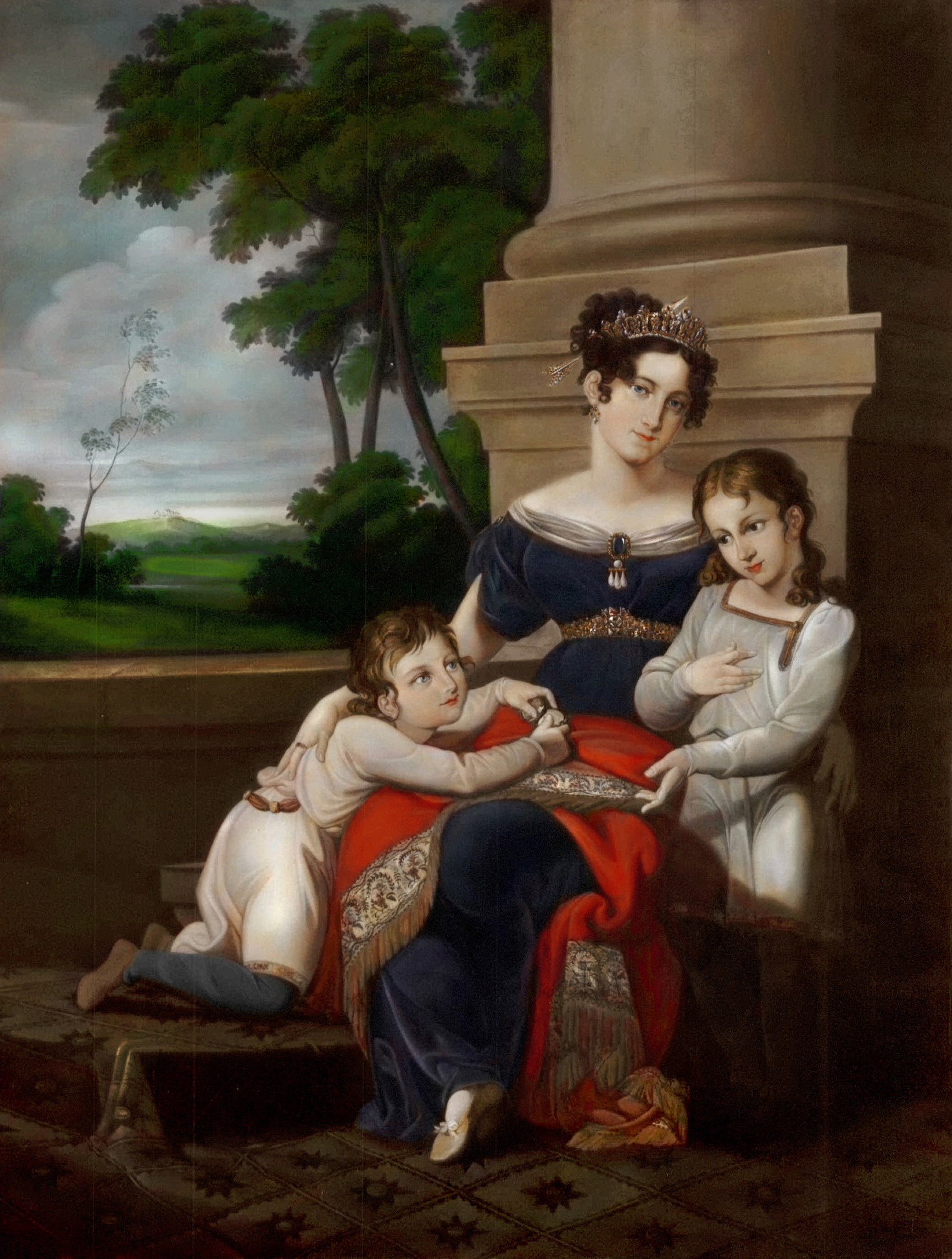
Альберт (слева) с братом Эрнстом и матерью Луизой Саксен-Гота-Альтенбургской незадолго до высылки последней из герцогства

Альберт родился 26 августа 1819 года во дворце Розенау близ Кобурга и был младшим из двоих сыновей Эрнста I, герцога Саксен-Кобург-Готского, и его первой жены Луизы Саксен-Гота-Альтенбургской. Будущая жена принца, Виктория, появилась на свет ранее в том же году при помощи той же акушерки, что и Альберт. По отцу Альберт был внуком Франца, герцога Саксен-Кобург-Заальфельдского и Августы Рейсс-Эберсдорфской, по матери — Августа, герцога Саксен-Гота-Альтенбургского и Луизы Шарлотты Мекленбург-Шверинской.
Принц был крещён прелатом Евангелической церкви Германии 19 сентября 1819 года в Мраморной гостиной дворца Розенау в воде, взятой в местной реке Иц. Восприемниками при крещении стали бабка Альберта по отцу, его дед по матери, император Франц II, герцог Альберт Саксен-Тешенский и Эммануэль Менсдорф-Пули. В 1825 году скончался двоюродный дядя принца Фридрих IV, герцог Саксен-Гота-Альтенбургский; его смерть ознаменовала переформирование Саксонских герцогств в следующем году, благодаря чему отец Альберта стал первым правящим герцогом Саксен-Кобург-Готы.

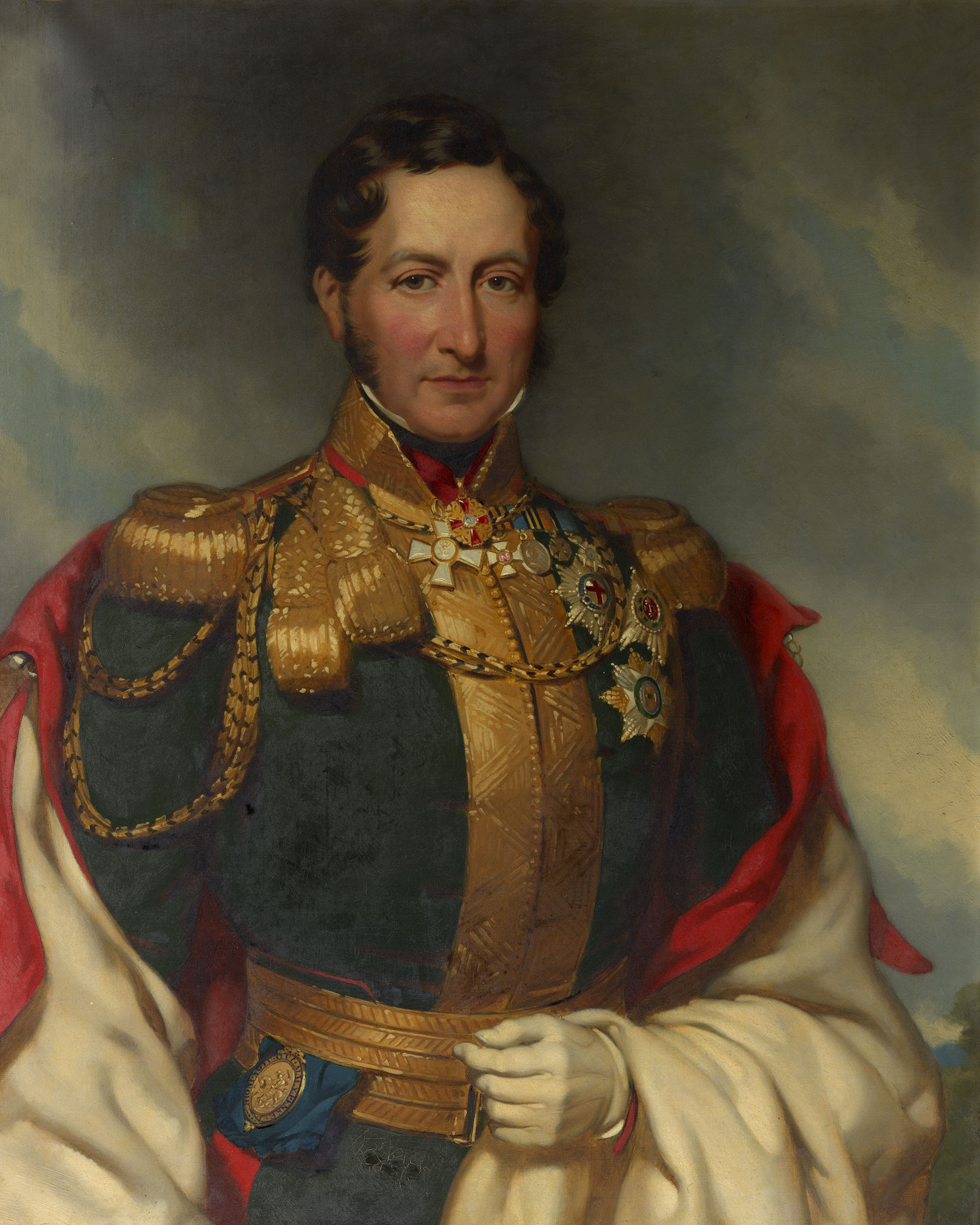
Отец Альберта, герцог Эрнст I

Детство и юность Альберта прошли в тесной связи с его старшим братом Эрнстом в весьма сложных условиях из-за несчастливого брака и последующего развода их родителей. В 1824 году мать принцев, Луиза Саксен-Гота-Альтенбургская, была отослана от двора и в том же году вышла замуж за своего любовника Александра фон Ханштайна; больше ни Альберт, ни Эрнст не виделись с матерью, которая скончалась в 1831 году от рака в возрасте тридцати лет. В следующем, 1832 году, отец Альберта, герцог Эрнст, женился на собственной племяннице Марии Вюртембергской; брак Марии и Эрнста также не был счастливым, а в жизни своих кузенов-пасынков молодая герцогиня, хоть и пытавшаяся проявлять по отношению к ним материнскую заботу, не играла практически никакой роли.
Начальное образование Альберт получал вместе с братом под руководством Иоганна Кристофа Флоршутца; позднее принцы обучались в Брюсселе, где одним из наставников у них был известный бельгийский учёный Адольф Кетле. Как и многие другие немецкие принцы, Альберт обучался в Боннском университете, где изучал право, политическую экономику, философию и историю искусства; Альберт преуспел в музыке и спорте, в частности в фехтовании и верховой езде. Среди преподавателей Альберта в Боннском университете были немецкие философ Иммануил Герман Фихте и поэт Август Вильгельм Шлегель. Здесь Альберт в пользу бедных издал томик своих стихотворений, для которых сам же рисовал иллюстрации, а его брат Эрнст писал музыку.

### Брак

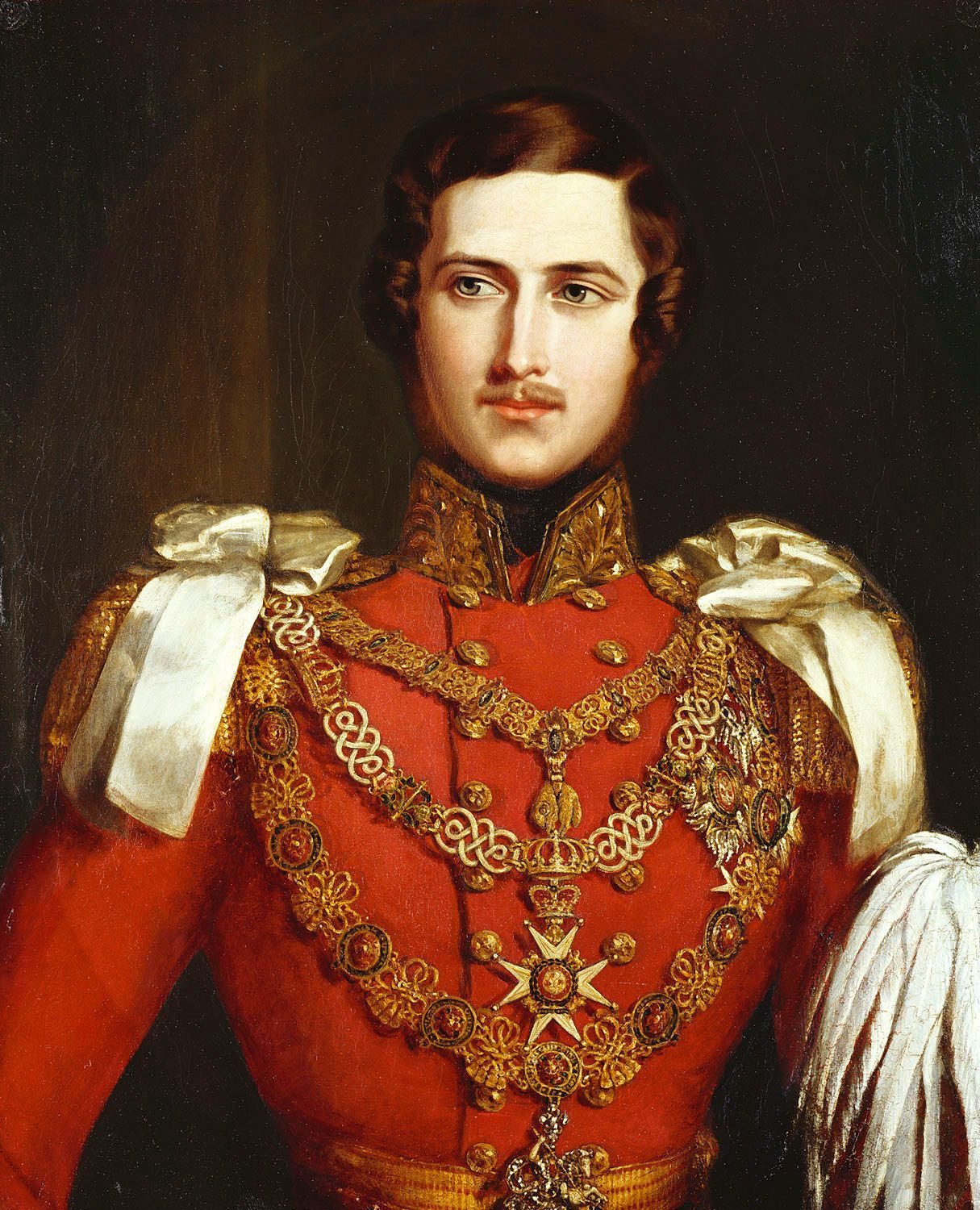
Портрет Альберта кисти Патридж, Джон (художник), 1840

Идея брака между Альбертом и его кузиной Викторией впервые задокументирована в 1821 году в письме их общей бабки Августы Рейсс-Эберсдорфской, которая посчитала, что принц стал бы отличным дополнением «прекрасной кузины». К 1836 году эта идея укрепилась уже в сознании их амбициозного дяди Леопольда, короля бельгийцев с 1831 года. К этому моменту Виктория стала предполагаемой наследницей британского престола: её отец, герцог Кентский, скончался, когда принцесса ещё была младенцем, а старший из её дядьёв, король Вильгельм IV, не имел пережившего младенчества законного потомства. Мать Виктории, Виктория Саксен-Кобург-Заальфельдская, приходилась родной сестрой как отцу Альберта, герцогу Эрнсту I, так и бельгийскому королю Леопольду I. Леопольд I убедил сестру пригласить Эрнста и обоих его сыновей с визитом в Великобританию в мае 1836 года, рассчитывая, таким образом, организовать встречу предполагаемых жениха и невесты. При этом король Вильгельм IV имел собственные взгляды на будущий брак его племянницы: он не одобрял ни одного из Кобургов, а отдавал предпочтение нидерландскому принцу Александру — второму сыну будущего короля Виллема II.
Принцесса Виктория была хорошо осведомлена о брачных планах её родственников и критически оценивала парад приемлемых принцев. Она писала: «[Альберт] невероятно красив; его волосы примерно того же цвета, что и мои; у него большие голубые глаза, а ещё у него красивый нос и очень милый рот с прекрасными зубами; но очарование кроется в самом выражении его лица, которое является самым восхитительным»; при этом, об Александре принцесса писала кратко: «он очень обычный». Виктория отправила дяде Леопольду благодарственное письмо «за перспективу большого счастья, в которое вы внесли свой вклад, в лице дорогого Альберта… Он обладает всеми качествами, которые можно пожелать, чтобы сделать меня совершенно счастливой». Хотя никаких официальных шагов предпринято не было, и Кобурги, и Кенты и их окружение полагали, что брак рано или поздно состоится. Виктория стала королевой 20 июня 1837 года в возрасте восемнадцати лет; её письма того времени показывают интерес к образованию Альберта для роли, уготованной ему как супругу королевы, хотя сама она сопротивлялась любому давлению в отношении брака.
Зиму 1838—1839 годов Альберт провёл в Италии в сопровождении близкого друга и советника его семьи барона Стокмара. В октябре принц вместе с братом посетил Великобританию с целью решить вопрос о браке. Альберт и Виктория чувствовали взаимную привязанность, и 15 октября 1839 года королева сделала предложение кузену. 23 ноября о желании королевы вступить в брак было объявлено Тайному совету. 10 февраля 1840 года Альберт и Виктория обвенчались в Королевской капелле Сент-Джеймсского дворца. Незадолго до церемонии Альберт был натурализован парламентским актом и получил титул Королевского высочества приказом Тайного совета.

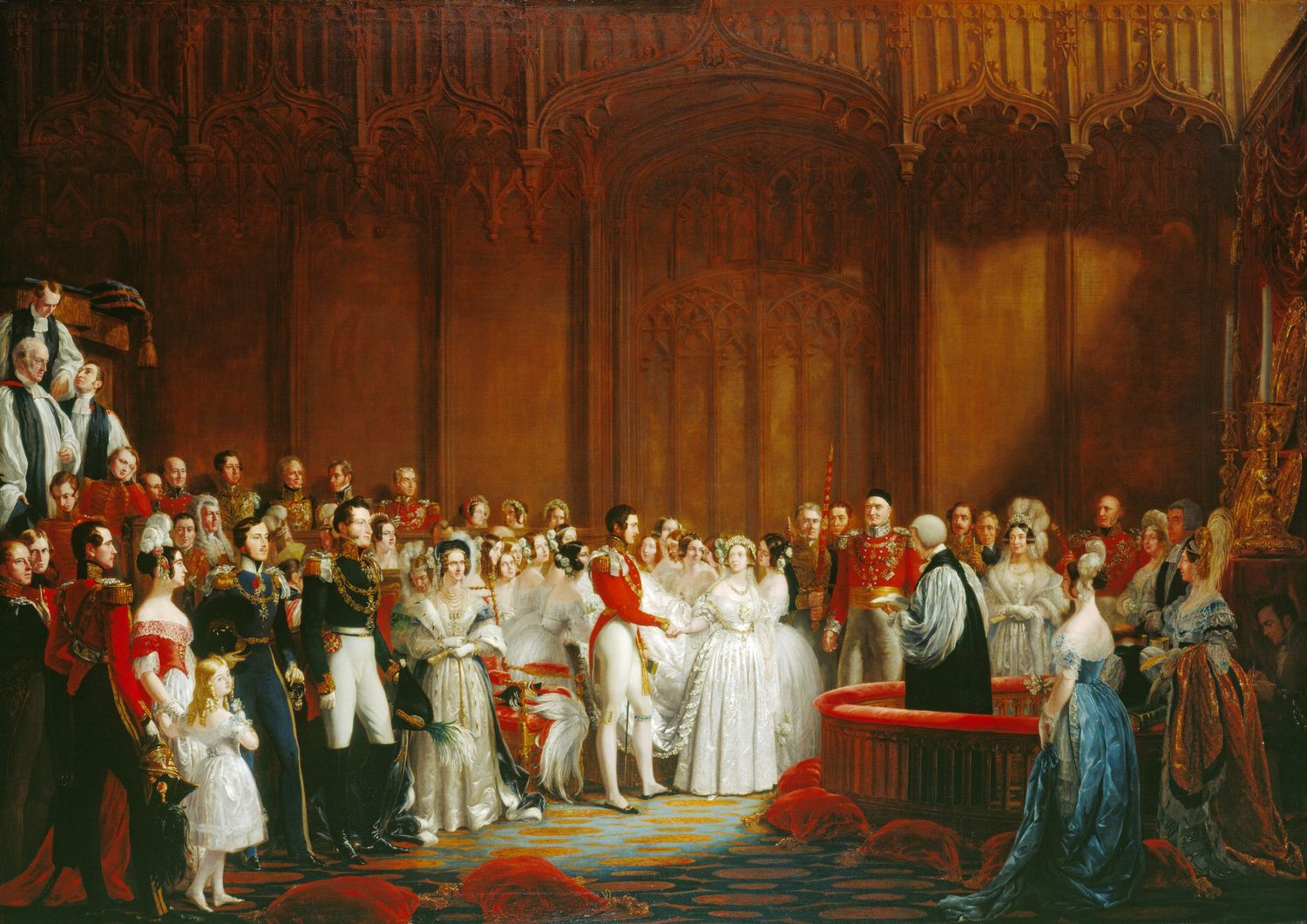
«Брак королевы Виктории, 10 февраля 1840».
Джордж Хейтер 1840—1842

Первоначально Альберт не был популярен в Великобритании: его воспринимали как выходца из нищего и крошечного герцогства, вся территория которого едва ли превосходила территорию небольшого английского графства. Премьер-министр Великобритании лорд Мельбурн посоветовал королеве не давать мужу титул короля-консорта; члены парламента также высказали возражения против того, чтобы Альберт стал пэром — отчасти из-за антигерманских настроений и желания лишить Альберта какой-либо политической роли. Кроме того, во время обсуждения брака королевы в парламенте возникли некоторые споры касательно религии принца: хотя Альберт принадлежал к Лютеранской Евангелической церкви и был протестантом, сама суть этой неепископальной церкви вызывала опасения. Однако ещё большую озабоченность вызывал тот факт, что некоторые члены семьи Альберта были католиками. Брак Виктории и Альберта сыграл роковую роль в политической карьере лорда Мельбурна: он возглавлял правительство меньшинства, и оппозиция воспользовалась браком, чтобы ещё больше ослабить его позиции. Члены правительства выступили против нобилитации Альберта и предоставили ему меньшие аннуитетные выплаты, чем получали предыдущие супруги монархов — 30 тысяч фунтов вместо 50 тысяч. Альберт, утверждавший, что не нуждается в британском пэрстве, писал: «Это был бы шаг назад, и как герцог Саксонии я чувствую себя намного выше герцога Йоркского или Кентского». Следующие семнадцать лет супруг королевы именовался «Его Королевское высочество принц Альберт», пока 25 июня 1857 года Виктория формально не даровала ему титул принца-консорта.

### Супруг королевы

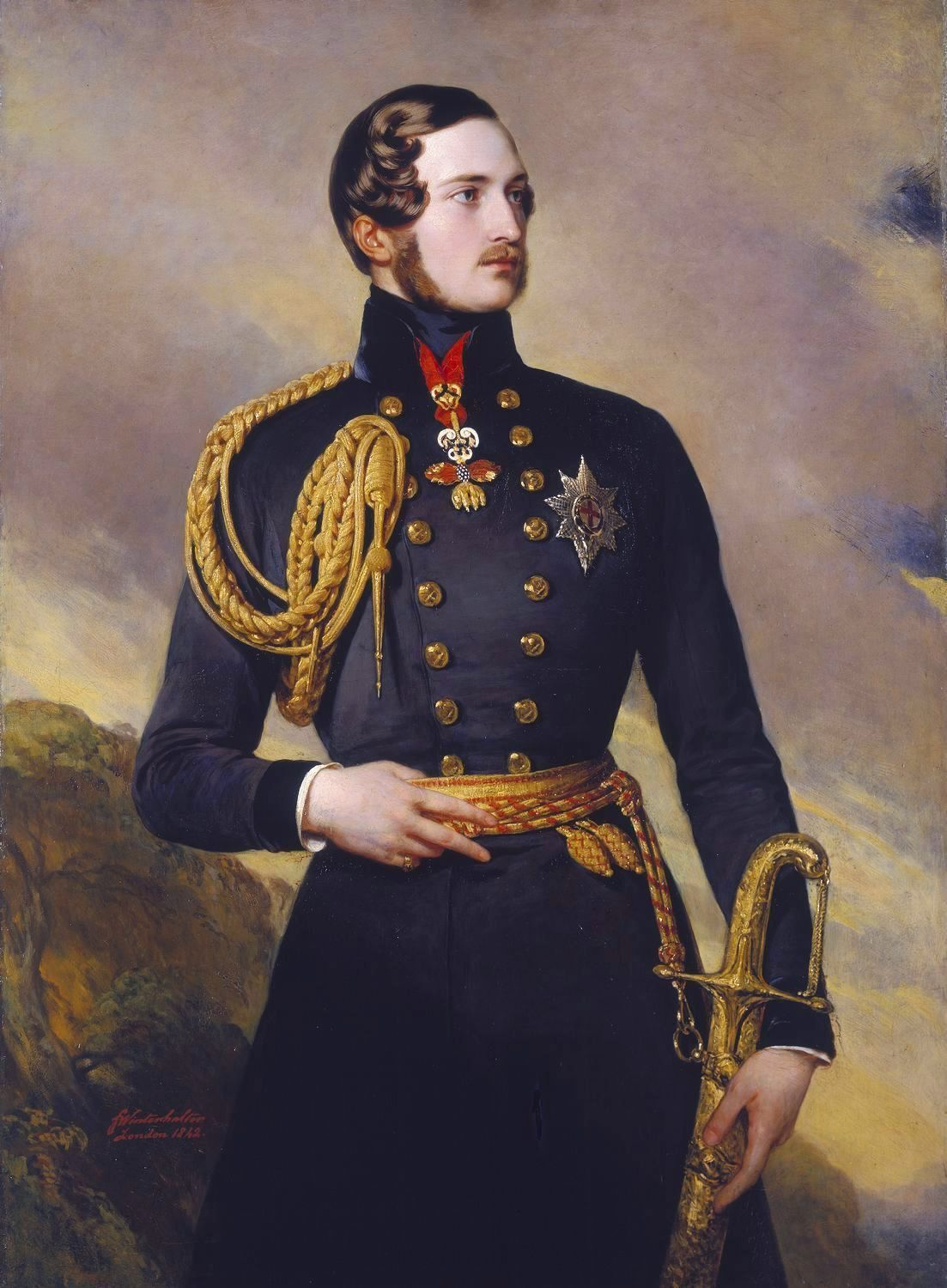
Портрет Альберта кисти Винтерхальтера, 1842 год

Положение, в котором оказался принц в результате брака, имело как положительные стороны, так и вызывало значительные трудности; по словам самого Альберта, он был «очень счастлив и доволен; но трудность заключается в занимаемом мной месте: я только муж, а не хозяин в доме». К неудовольствию Альберта, во дворце всем заправляла бывшая гувернантка королевы Луиза Лецен, которую принц называл «домашним драконом» и всеми силами пытался вытеснить с её позиций.
В течение двух месяцев после свадьбы Виктория забеременела. Альберт начал брать на себя общественную роль; он стал президентом Общества по уничтожению рабства и помогал Виктории в частном порядке работать с государственными документами. В июне 1840 года, когда королевская чета совершала прогулку к открытой карете, на них был совершено нападение: позднее признанный сумасшедшим Эдвард Оксфорд дважды выстрелил в Альберта и беременную Викторию, но оба раза промахнулся. Ни Альберт, ни Виктория не пострадали, а принца хвалили в газетах за его мужество и хладнокровие во время нападения. Альберт получил общественную поддержку, а также политическое влияние, проявившееся практически, когда в августе парламент принял Регентский акт 1840 года, которым Альберт назначался регентом в случае смерти Виктории до достижения их ребёнком совершеннолетия.
Первый ребёнок королевской четы — принцесса Виктория, названная в честь матери — появился на свет в ноябре 1840 года; в течение следующих семнадцати лет Виктория родила ещё восьмерых детей. Все девять детей четы дожили до совершеннолетия, что биограф Гермиона Хобхаус приписывает «просвещённому влиянию» Альберта на здоровый ход работы детской. В начале 1841 года Альберту удалось изолировать королевскую детскую от тотального контроля Лецен, а в сентябре 1842 бывшая гувернантка королевы и вовсе навсегда покинула Великобританию — к большому облегчению Альберта.
После выборов 1841 года лорд Мельбурн был смещён с поста премьер-министра в пользу Роберта Пиля, который назначил принца Альберта председателем Королевской комиссии, отвечающей за ремонт новопостроенного Вестминстерского дворца. Альберт также был заядлым покровителем искусств и собирал картины и скульптуры, для чего была создана комиссия по содействию изобразительному искусству в Великобритании. Работа комиссии была медленной, и архитектор Чарльз Барри принял много решений в обход комиссионеров, украшая комнаты Вестминстерского дворца богато расписанной мебелью, которая рассматривалась как часть архитектуры. Несмотря на малоуспешную деятельность комиссии, Альберт преуспел как частный меценат и коллекционер. Среди его заметных приобретений были как ранние немецкие и итальянские картины (такие как «Аполлон и Диана» Лукаса Кранаха-старшего и «Святой Пётр мученик» Фра Беато Анджелико), так и современные работы Винтерхальтера и Ландсира. Приобретать картины принцу Альберту помогал дрезденский гравёр Людвиг Грюнер.
29 и 30 мая 1842 года на Викторию и Альберта вновь было совершено неудачное покушение. 29 мая королевская чета ехала в карете вдоль Мэлл, когда Джон Фрэнсис направил на королеву пистолет, но тот не выстрелил, а нападавшему удалось скрыться. На следующий день Альберт с супругой повторил маршрут 29 мая, но с большей скоростью и большим эскортом, намеренно провоцируя нападавшего на вторую попытку. Как и ожидалось, Фрэнсис снова выстрелил в королеву, и его сразу же поймали полицейские. Джон Фрэнсис был осуждён и приговорён к смерти, однако позднее приговор был заменён на более мягкий.

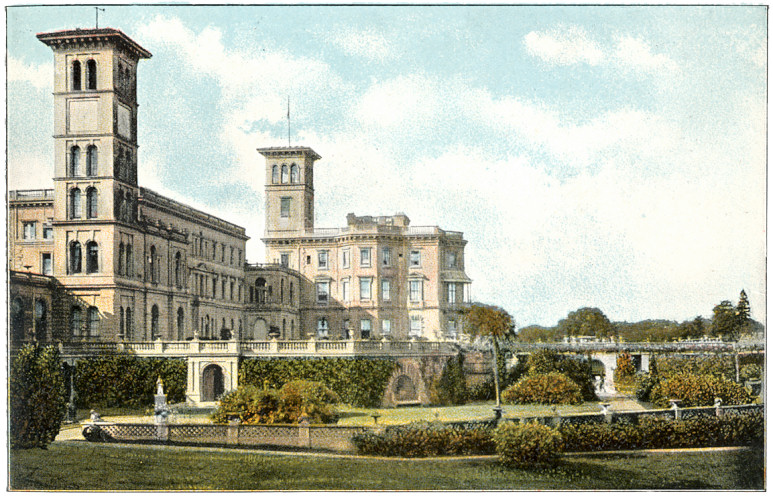
Резиденция Осборн-хаус на острове Уайт

В начале 1844 года Альберт впервые после свадьбы надолго оставил Викторию, когда отправился в Кобург из-за кончины отца. К 1844 году принцу удалось модернизировать королевские финансы и, благодаря различным методам экономии, накопить достаточно средств для покупки поместья Осборн-хаус на острове Уайт в качестве частной резиденции для растущей королевской семьи. В течение следующих нескольких лет поместье было перестроено: на его территории был возведён дом в стиле итальянской виллы по проекту самого Альберта и английского мастера-строителя Томаса Кьюбитта. Альберт также занимался обустройством территории и улучшением самого поместья и фермы. Альберт реконструировал и улучшал и другие королевские владения: его образцовой фермой в Виндзоре восхищались его биографы, а благодаря управлению принца доходы Корнуолльского герцогства — наследственного владения принца Уэльского — неуклонно росли.
В отличие от многих землевладельцев, которые одобряли детский труд и выступали против отмены Хлебных законов Пиля, Альберт поддерживал шаги по повышению порога трудоспособного возраста и освобождению торговли. В 1846 году Альберт подвергся упрёкам со стороны Джорджа Бентинка, когда принц присутствовал в Палате общин во время дебатов о Хлебных законах и выказал молчаливую поддержку Роберту Пилю. Во время премьерства Пиля авторитет Альберта позади или рядом с троном стал более очевидным: он имел доступ ко всем бумагам королевы, редактировал её корреспонденцию, присутствовал на встречах королевы с лордами и даже встречался с ними в отсутствие царственной жены. Секретарь Тайного совета Чарльз Гревиль писал об Альберте: «Он король во всех смыслах и намерениях».

### Реформатор и новатор

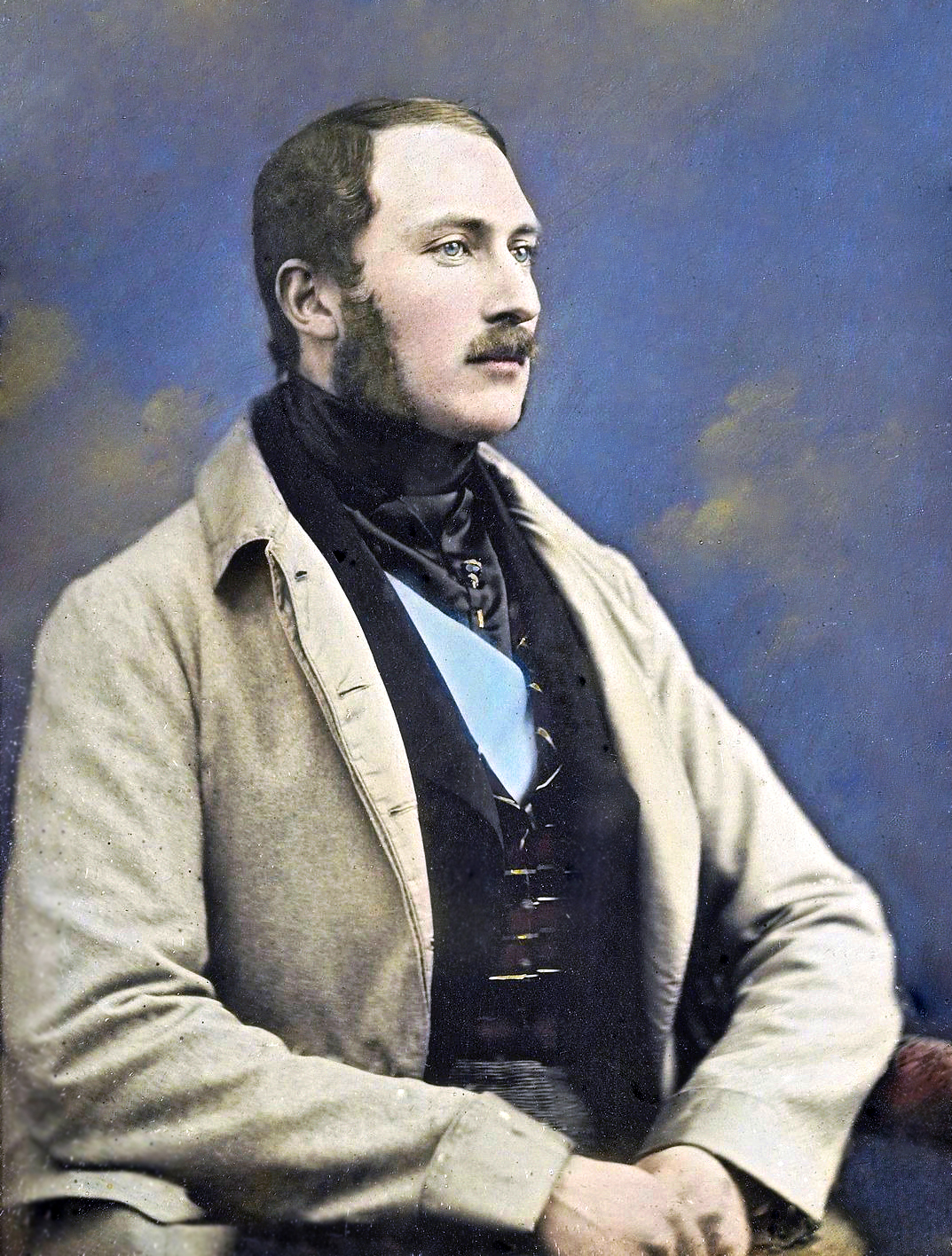
Раскрашенный дагеротип с изображением Альберта, 1848

В 1847 году Альберт был избран канцлером Кембриджского университета, обойдя в напряжённом противостоянии графа Поуиса. Принц использовал должность канцлера университета для успешной кампании за реформирование и введение более современных университетских учебных программ, расширение предметов, преподаваемых за пределами традиционной математики и классики, и включение современной истории и естественных наук. В том же 1847 году принц был избран гроссмейстером английских франкмасонских лож; кроме того, к этому моменту он стал покровителем почти всех больниц и благотворительных учреждений королевства.
Летом 1847 года королевская чета провела дождливые каникулы на западе Шотландии в арендованной резиденции Ардверики-хаус на Лох-Лаггэне, и по возвращении в Лондон узнала от личного врача королевы сэра Джеймса Кларка, что его сын наслаждается сухими солнечными днями восточнее Лох-Лаггэна — в замке Балморал. Арендатор замка, дипломат сэр Роберт Гордон, неожиданно скончался в начале октября, и принц Альберт начал переговоры об аренде замка королевской семьёй с владельцем замка Джеймсом Даффом, 4-м графом Файф. В мае следующего года Альберт арендовал Балморал, в котором ранее никогда не бывал, со всей обстановкой, и уже в сентябре 1848 года с женой и старшими детьми приехал в замок. В Балморале королевская семья могла наслаждаться приватной обстановкой без опасений вмешательства в их частную жизнь.
В 1848 и 1849 годах в результате повсеместного экономического кризиса по всей Европе прокатились революции, прозванные «Весной народов». В течение года Виктория и Альберт жаловались на независимую внешнюю политику министра иностранных дел Палмерстона, которая, по их мнению, ещё больше дестабилизировала иностранные европейские державы. Альберт выражал беспокойство за судьбу своих королевских родственников, многие из которых были свергнуты с престолов. Принц и его царственная супруга, которая в марте того года родила четвёртую дочь, названную Луизой, провёл некоторое время вдали от Лондона в относительной безопасном Осборн-хаусе. Хотя в Англии случались единичные демонстрации, никаких более опасных революционных действий не было, и Альберт даже получил общественное признание, когда высказал патерналистские, и к тому же благонамеренные и филантропические взгляды. В своей речи перед Обществом друзей рабочего, президентом которого он был, Альберт выразил «сочувствие и интерес к этому классу нашего сообщества, которое несёт большую часть трудов и получает наименьшее количество благ этого мира. Обязанность тех, кто благословлён Божественным Провидением и наслаждается положением, богатством и образованием, помогать тем, кому повезло меньше, чем им самим».

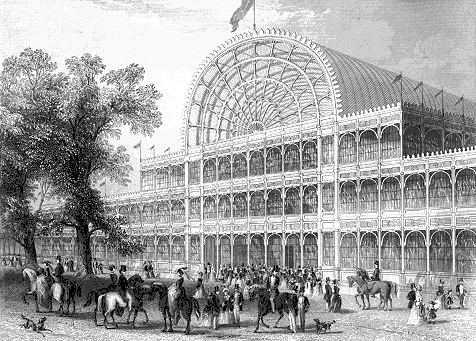
Фасад Хрустального дворца в Гайд-парке, где проходила Всемирная выставка 1851 года

Человек прогрессивных и относительно либеральных идей, Альберт не только руководил реформами в университетском образовании, социальном обеспечении, королевских финансах и вопросе отмены рабства, но и имел особый интерес в применении науки и искусства в обрабатывающей промышленности. Всемирная выставка 1851 года происходила корнями из ежегодных выставок Королевского общества искусств, которое с 1843 года возглавлял Альберт, и большей частью своего успеха была обязана усилиям принца по её продвижению. Альберт возглавил Королевскую комиссию выставки 1851 года и вынужден был сражаться за все стадии проекта. В палате лордов лорд Брум выступил против предложения провести выставку в Гайд-парке. Противники выставки пророчествовали, что иностранные жулики и революционеры захватят Англию, подорвут нравы людей и разрушат их веру. Альберт считал такие разговоры абсурдными и спокойно настаивал на своём, полагая, что британское производство, которым сам принц деятельно интересовался, только выиграет от содействия с лучшими производителями других стран.
1 мая 1851 года королева Виктория открыла выставку в специально спроектированном и построенном стеклянном здании, известном как Хрустальный дворец. Вопреки пророчествам противников выставки, она имела колоссальный успех. Излишний доход, полученный с выставки, в размере 180 тысяч фунтов был потрачен на покупку земли в Южном Кенсингтоне, где были открыты образовательные и культурные учреждения, в том числе — Музей естествознания, Музей науки, Имперский колледж Лондона и здания, названные позднее Альберт-холл и Музей Виктории и Альберта. Район, где располагались все эти здания, был прозван скептиками Альбертополис.

### Семья и общественная жизнь

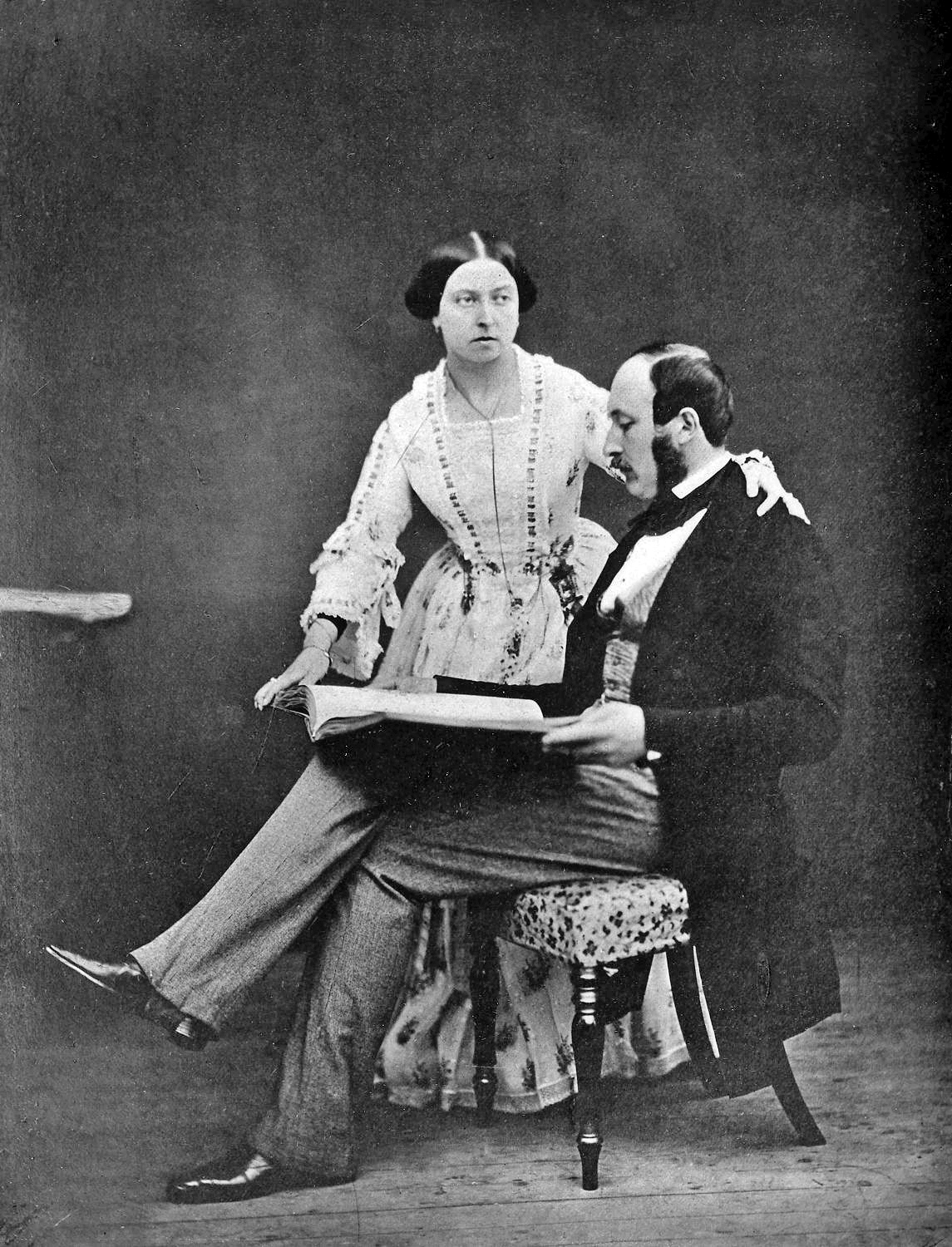
Фотография королевы Виктории и принца Альберта. Роджер Фентон, 1854

В 1852 году Джон Кемден Нейлд, эксцентричный скряга, оставил королеве Виктории неожиданное наследство, которое Альберт потратил на приобретение безусловного права собственности на Балморал и улучшение замка. В том же году Альберт занял несколько постов, освободившихся в связи со смертью герцога Веллингтона — в том числе, главы корпорации Тринити-хаус и полковника Гренадерской гвардии. С уходом Веллингтона Альберт смог предложить и кампанию по давно назревшей модернизации армии. Полагая, что военные не готовы к сражениям и что христианское правление предпочтительнее исламского, Альберт советовал применить дипломатическое решение конфликта между Российской и Османской империями. Палмерстон был настроен более воинственно и выступал за политику, которая предотвратила бы дальнейшую российскую экспансию. Лорд Палмерстон был выведен из кабинета министров в декабре 1853 года, но примерно в то же время русский флот атаковал османский, стоявший на якоре в Синопской бухте. Лондонская пресса изобразила сражение как «криминальную резню», а популярность лорда Палмерстона возросла, в то время как популярность принца упала. В течение двух недель лорд Палмерстон был возвращён в кабинет министров. По мере того, как в обществе продолжалось возмущение действиями Российской империи, распространялись слухи, что принц Альберт был арестован за государственную измену и заточён в Лондонский Тауэр.
К марту 1854 года Великобритания и Россия были втянуты в Крымскую войну. Альберт разработал мастерский план победы в войне через осаду Севастополя и истощение, тем самым, российской экономики; этот план был принят в качестве стратегии союзниками Великобритании после того, как российский император решил вести чисто оборонительную войну. Ранний британский оптимизм вскоре исчез, поскольку пресса сообщила, что британские войска были плохо оснащены и плохо управлялись старыми генералами, использующими устаревшие тактику и стратегию. Конфликт затянулся, поскольку русские были так же плохо подготовлены, как и их противники. Премьер-министр Великобритании лорд Абердин подал в отставку, и пост достался Палмерстону. В конечном итоге, путём переговоров войну удалось завершить Парижским мирным договором 1856 года. Во время войны Альберт договорился о браке своей четырнадцатилетней дочери Виктории с прусским кронпринцем Фридрихом Вильгельмом; брак должен был быть заключён, когда Виктории исполнится семнадцать лет. Альберт надеялся, что его дочь и зять окажут либерализующее влияние в расширяющемся, но очень консервативном Прусском государстве. В том же 1857 году парламентским актом Альберт был назван регентом государства до совершеннолетия принца Эдуарда в случае кончины королевы Виктории.
Не вмешиваясь в государственные дела, Альберт посвятил себя всецело поощрению культуры, просвещения и улучшению нравственного и материального быта народа. Он покровительствовал и продвигал многие учебные заведения — в основном во время личных визитов, говоря о необходимости улучшения школьного образования. Сборник его выступлений был опубликован в 1857 году в Лондоне под названием «Послания на различных общественных мероприятиях Е. К. В. принца Альберта». Признанный сторонник образования и технического прогресса, он часто бывал приглашён на научные встречи; так, он незабываемо выступил в качестве президента Британской ассоциации по развитию науки в Абердине в 1859 году.
По инициативе принца возникли многие общественные учреждения. Поощряя науки и председательствуя в научных обществах, он заботился в то же время о создании новых школ и заведений для малолетних преступников и образцовых помещений для бедных. Поддержка принцем науки встретила оппозицию в среде духовенства; Альберт и лорд Палмерстон безуспешно пытались добиться посвящения в рыцари Чарлза Дарвина после публикации им труда «Происхождение видов», встретившего критику со стороны епископа Оксфордского Сэмюэла Уилберфорса.
Помимо общественных обязанностей Альберт продолжал посвящать себя образованию своей семьи и управлению королевскими владениями. Гувернантка детей принца, леди Литтлтон, считала его необычайно добрым и терпеливым и с энтузиазмом описывала в своих дневниках его участие в семейных играх. Альберт остро чувствовал отъезд своей старшей дочери в Пруссию, когда она вышла замуж за кронпринца в начале 1858 года, и был разочарован, что его старший сын, принц Уэльский, не очень хорошо реагировал на интенсивную образовательную программу, которую Альберт разработал для него. В возрасте семи лет принц Уэльский, как ожидалось, должен был тратить шесть часов в день на обучение, включая по часу на немецкий и французский языки. Когда наследник потерпел неудачу на своих уроках, Альберт выпорол его — телесные наказания были обычным явлением в то время и не считались проявлением чрезмерной суровости. Биограф Альберта Роджер Фулфорд писал, что отношения между членами семьи были «дружескими, ласковыми и нормальными… но нет никаких доказательств ни в королевских архивах, ни в печатных органах, чтобы оправдать убеждение в том, что отношения между принцем и его старшим сыном были какими-либо другими, нежели глубоко нежными». Филип Магнус-Элфорд в биографии короля Эдуарда VII писал, что Альберт «пытался относиться к своим детям как к равным; и они смогли вникнуть в его чопорность… потому что они инстинктивно осознали не только то, что он их любил, но и что он наслаждался и нуждался в их компании».

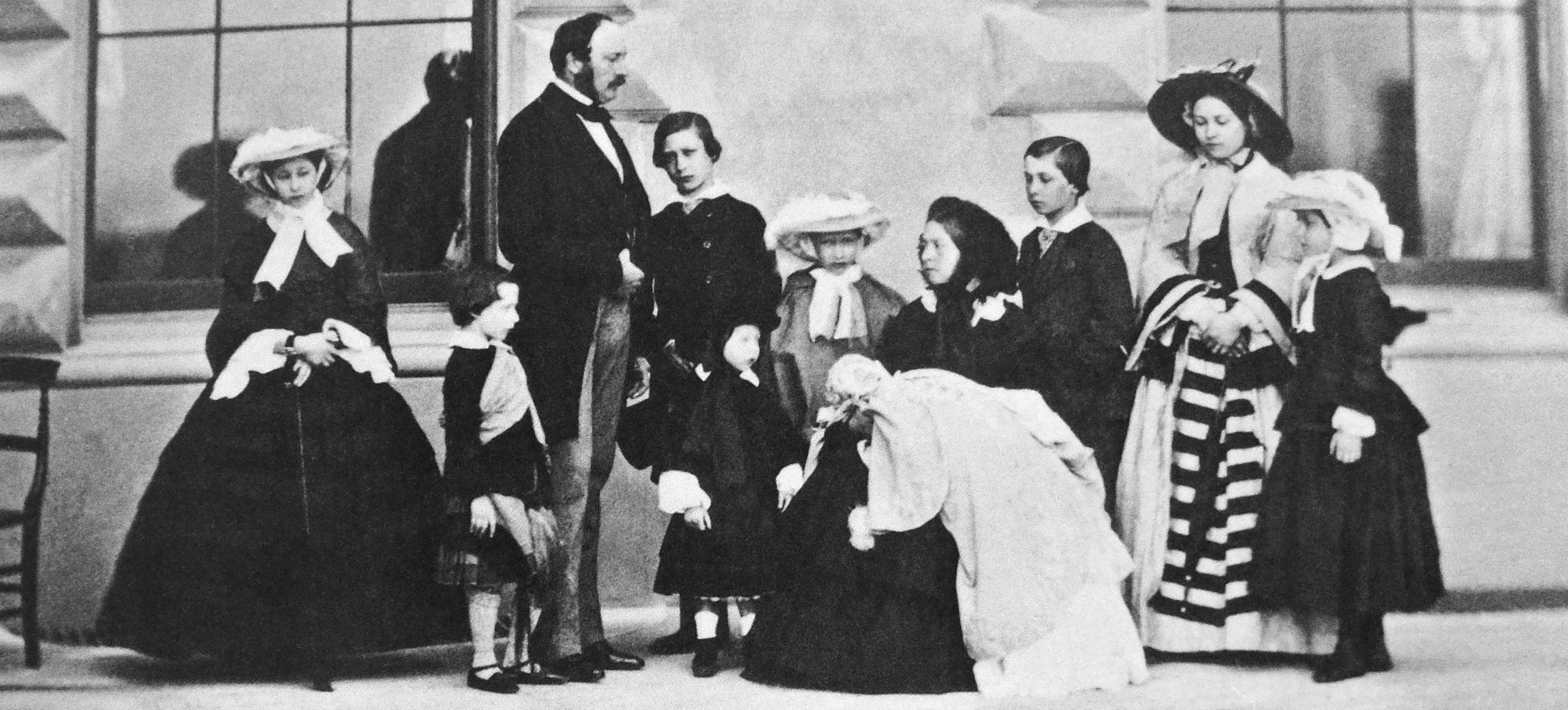
Королевская семья Великобритании, 26 мая 1857. Слева направо: Алиса, Артур, принц Альберт, Альберт Эдуард, принц Уэльский, Леопольд, Луиза, королева Виктория с маленькой Беатрисой на руках, Альфред, Виктория и Елена

### Болезнь и смерть

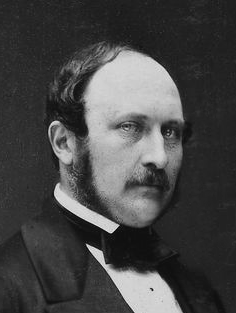
Фотография принца Альберта, сделанная 15 мая 1860 года английским фотографом Мейялл, Джон Джейбз Эдвин

В августе 1859 года Альберт страдал тяжёлыми спазмами желудка. Осенью 1860 года принц совершил поездку в Кобург, где с ним произошёл несчастный случай: он ехал один в экипаже, запряжённом четырьмя лошадьми, которые внезапно понесли; когда лошади продолжили нестись к фургону, ожидавшему на железнодорожном переезде, Альберту пришлось прыгать из экипажа на полном ходу с риском для жизни. Одна из лошадей была убита в результате столкновения, и Альберт был сильно потрясён, хотя его единственными физическими повреждениями были порезы и синяки. После случившегося принц сказал брату и старшей дочери, что почувствовал, что его время пришло.
16 марта 1861 года в резиденции Фрогмор-хаус скончалась мать королевы и тётка принца Виктория, вдовствующая герцогиня Кентская. Королева была сломлена горем, и Альберт взял на себя большую часть её обязанностей, несмотря на то, что сам страдал от хронической болезни желудка. 5 июня 1861 года состоялось открытие садов Королевского садоводческого общества, ставшее последним публичным событием, на котором председательствовал принц.
В августе королевская чета посетила Куррах-кэмп в Ирландии, где нёс военную службу принц Уэльский. В Куррахе наследник престола познакомился с ирландской актрисой Нелли Клифден, с которой у него завязался роман. К ноябрю Альберт с женой вернулся в Виндзор, а принц Уэльский — в Кембридж, где получал образование.
Когда 8 ноября произошёл инцидент с судном Trent — насильственный захват посланников Конфедерации на британском корабле войсками Союза во время Гражданской войны в США, угрожавший войной между Соединёнными Штатами и Великобританией — Альберт, уже тяжело больной, вмешался, чтобы смягчить дипломатический ответ Великобритании.
В ноябре двое кузенов Альберта, король Португалии Педру V и его брат Фернанду, скончались от брюшного тифа, что немало огорчило принца-консорта. В дополнение к этой новости Альберту сообщили, что в джентльменском клубе и иностранной прессе распространяются сплетни о том, что принц Уэльский всё ещё состоит в связи с Нелли Клифден. Альберт и Виктория были в ужасе от неосмотрительности своего сына и опасались шантажа, скандала или беременности Нелли. Несмотря на то, что Альберт был болен и ужасно себя чувствовал, он отправился 25 ноября в Кембридж с целью увидеться с принцем Уэльским и обсудить с ним непристойную связь. К этому моменту и в последние недели жизни Альберт уже страдал от болей в спине и ногах.
9 декабря один из врачей Альберта, сэр Уильям Дженнер, диагностировал у принца брюшной тиф. Альберт умер в 10:50 14 декабря 1861 года в Голубой комнате Виндзорского замка в присутствии королевы и пятерых из девяти детей. Хотя врачи того времени поставили диагноз брюшной тиф, современные писатели указывают, что Альберт был болен по крайней мере за два года до своей смерти, что может свидетельствовать о том, что причиной смерти было хроническое заболевание, такое как болезнь Крона, почечная недостаточность или рак желудка.
Тело Альберта было временно погребено в часовне Святого Георгия Виндзорского замка. Через год после его смерти останки принца были перенесены в ещё недостроенный Королевский мавзолей во Фрогморе, который был завершён только в 1871 году. Саркофаг, в котором был погребён Альберт и позднее упокоилась королева Виктория, был вырезан из самого большого блока гранита, который когда-либо добывался в Великобритании. Несмотря на просьбу самого Альберта не устанавливать его статуй, по всей стране и по всей Британской империи было воздвигнуто множество публичных памятников, наиболее известные — Альберт-холл и Мемориал принца Альберта в Лондоне. Со временем памятников Альберту стало столько, что Чарльз Диккенс сказал другу, что ищет «недоступную пещеру», чтобы скрыться от них.
Королева была подавлена горем из-за смерти горячо любимого мужа, а те тёплые чувства, которые раньше народ испытывал к Альберту, сменились сочувствием к его жене. Виктория облачилась в траур и не снимала его до конца жизни. Комнаты Альберта во всех домах были сохранены по приказу королевы в том же виде, что и при его жизни; кроме того, сохранились и ежедневные обряды, которые действовали при принце: утром приносили горячую воду и ежедневно меняли постельное бельё и полотенца, что, впрочем, не считалось чем-то необычным в богатых домах того времени.

## Наследие
После смерти мужа Виктория удалилась от общественной жизни, и её уединение подорвало часть работы Альберта, пытавшегося переделать монархию как национальное учреждение, устанавливающее моральный, если не политический пример. Альберту приписывают введение принципа, согласно которому британская королевская семья должна оставаться выше политики, хотя до брака сама Виктория поддерживала вигов, что даже привело к конституционному кризису.

### Увековечивание памяти
Места и объекты, названные в честь принца Альберта, простираются от озера Альберт в Восточной Африке и города Принс-Альберт в канадской провинции Саскачеван до медали Альберта, которую ежегодно вручает Королевское общество искусств. В честь принца были названы четыре полка британской армии, в двух из которых Альберт был командиром: 11-й (собственный принца Альберта) гусарский полк, лёгкий пехотный принца Альберта, Собственный принца Альберта лестерский полк кавалерии йоменов и Стрелковая бригада (собственная принца-консорта). Альберт и его супруга проявили живой интерес к созданию и развитию в 1850-х годах в Хэмпшире гарнизонного города Олдершот; здесь для королевской четы был построен деревянный павильон, в котором они часто останавливались, посещая смотры армии. Альберт создал и наполнил в Олдершоте библиотеку Принца-консорта, которая существует и по сей день.
Биографии, опубликованные после смерти принца, были, как правило, переполнены хвалебными речами. Пятитомный опус Теодора Мартина был санкционирован и контролировался королевой Викторией, и её влияние ясно видно на его страницах; тем не менее, работа Мартина весьма точна и исчерпывающа. «Королева Виктория» (1921) Литтона Стрейчи была более критичной, но она была частично дискредитирована биографами середины двадцатого века, такими как Гектор Болито и Роджер Фулфорд, которые, в отличие от Стрейчи, имели доступ к дневникам и письмам Виктории. Современные биографы, такие, как Стэнли Вейнтрауб, изображают Альберта как фигуру в трагическом романе, умершую слишком рано и оплакивавшуюся своей возлюбленной всю её оставшуюся жизнь. Отношениям принца Альберта и королевы Виктории посвящены фильм «Молодая Виктория», где роль Альберта сыграл британский актёр Руперт Френд, и телесериал «Виктория», в котором роль принца исполняет английский актёр Том Хьюз.
Лондонская сфера моды назвала галстучные узлы «Виктория» и «Альберт» в честь британской четы.

### Традиция рождественской ели

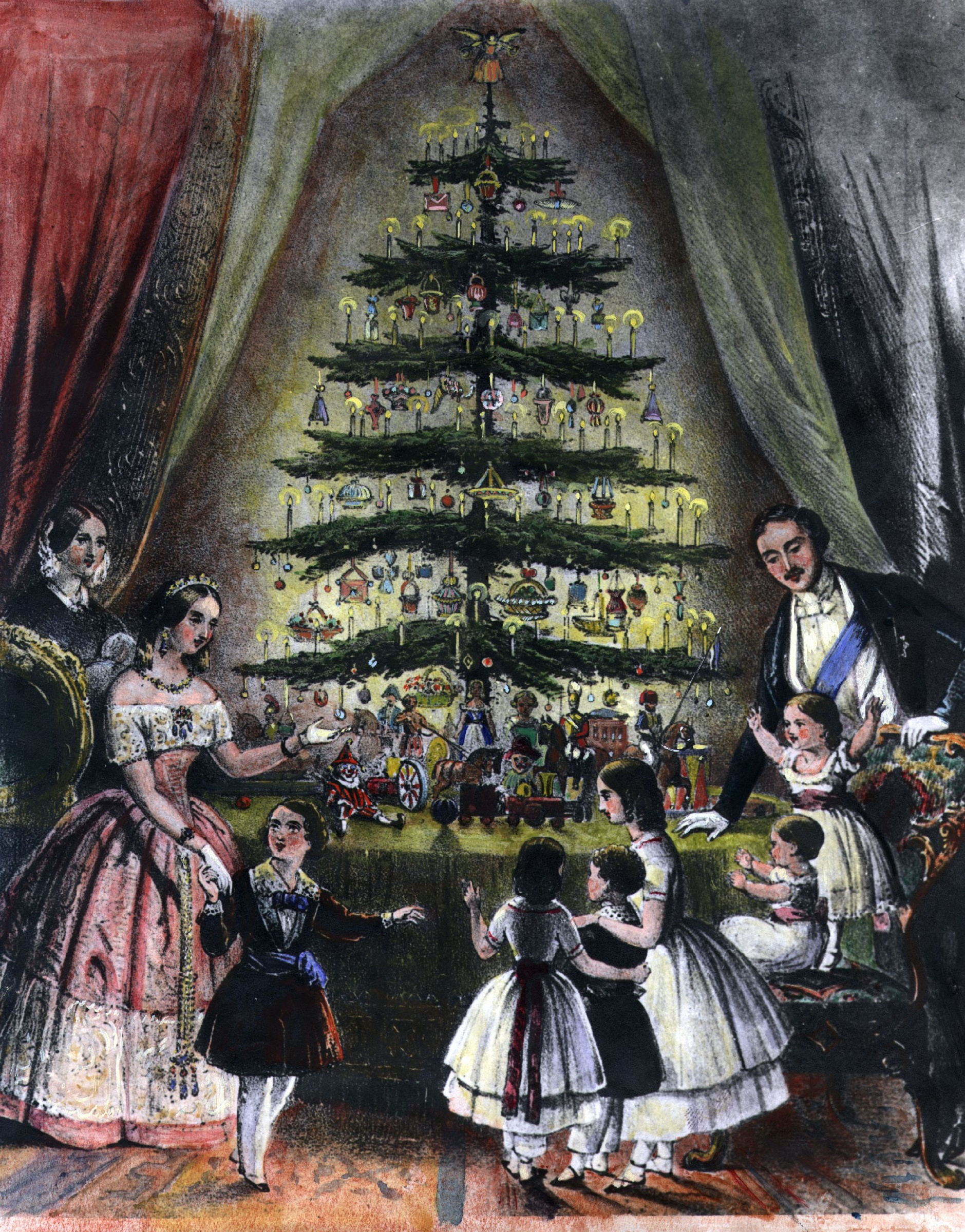
Открытка с изображением королевской семьи рядом с рождественской ёлкой, 1848 год

Популярен миф, что принц Альберт был первым членом королевской семьи, установившим рождественскую ель в королевском дворце, однако это опровергнуто исследователями. Тем не менее Альберт был популяризатором традиции установки и украшения рождественских елей. Германская традиция появилась задолго до переезда принца к британскому двору, поскольку многие немецкие принцессы становились королевами Великобритании, но не являлась ни официальной, ни общенародной: так, известно, что рождественские ели устанавливались ещё при жёнах Георга III и Вильгельма IV — Шарлотте Мекленбург-Стрелицкой и Аделаиде Саксен-Мейнингенской соответственно; кроме того, королева Виктория писала в дневниках, что в её детстве в Кенсингтоне по желанию её матери, тоже немки, к Рождеству устанавливалась ель. Однако именно Альберт, вероятно, скучавший по дому и рождественским празднествам, которые он проводил с братом Эрнстом, после свадьбы и рождения двоих старших детей решил добиться того, чтобы традиция стала официальной при дворе. Первая ель по инициативе Альберта была спилена в 1841 году в Большом Виндзорском парке, установлена в Виндзорском замке и украшена восковыми свечами, лентами и леденцами. Помимо большого дерева в личных покоях королевской четы, матери королевы и покоях других членов королевского двора, устанавливались привезённые из Кобурга деревья поменьше. Со временем ели стали украшать всевозможными игрушками, орехами, фруктами и подарками. 13 декабря 1848 года в газете The Illustrated London News появилось изображение собравшейся вокруг ёлки королевской семьи в Виндзоре, растиражированное вскоре в виде многочисленных открыток. С этого момента рождественская ель стала непременным атрибутом праздника во всех семьях страны, независимо от их достатка.
См. также: Королевские эпонимы в Канаде#Принц Альберт

## Титулование, награды, герб и генеалогия

### Титулование
Уже находясь в Великобритании и будучи натурализованным, но ещё до свадьбы с королевой Викторией, Альберт именовался Его Светлость принц Альберт Саксен-Кобург-Готский. 6 февраля 1840 года принцу был дарован титул Королевское высочество; 25 июня 1857 года Альберт получил титул принца-консорта.

### Звания
Военные
- Полковник 11-го (собственного принца Альберта) гусарского полка[англ.] (1840—1842)[176]
- Полковник Шотландской фузилёрской гвардии (1842—1852)[177]
- Полковник Гренадерской гвардии (1852—1861)[178]
- Почётный командир Стрелковой (собственной принца-консорта) бригады[англ.] (1852—1861)[179]

Придворные и академические
- Лорд-смотритель оловянных рудников[англ.] (1842—1861)
- Канцлер Кембриджского университета (1847—1861)[180]

### Награды
Британские

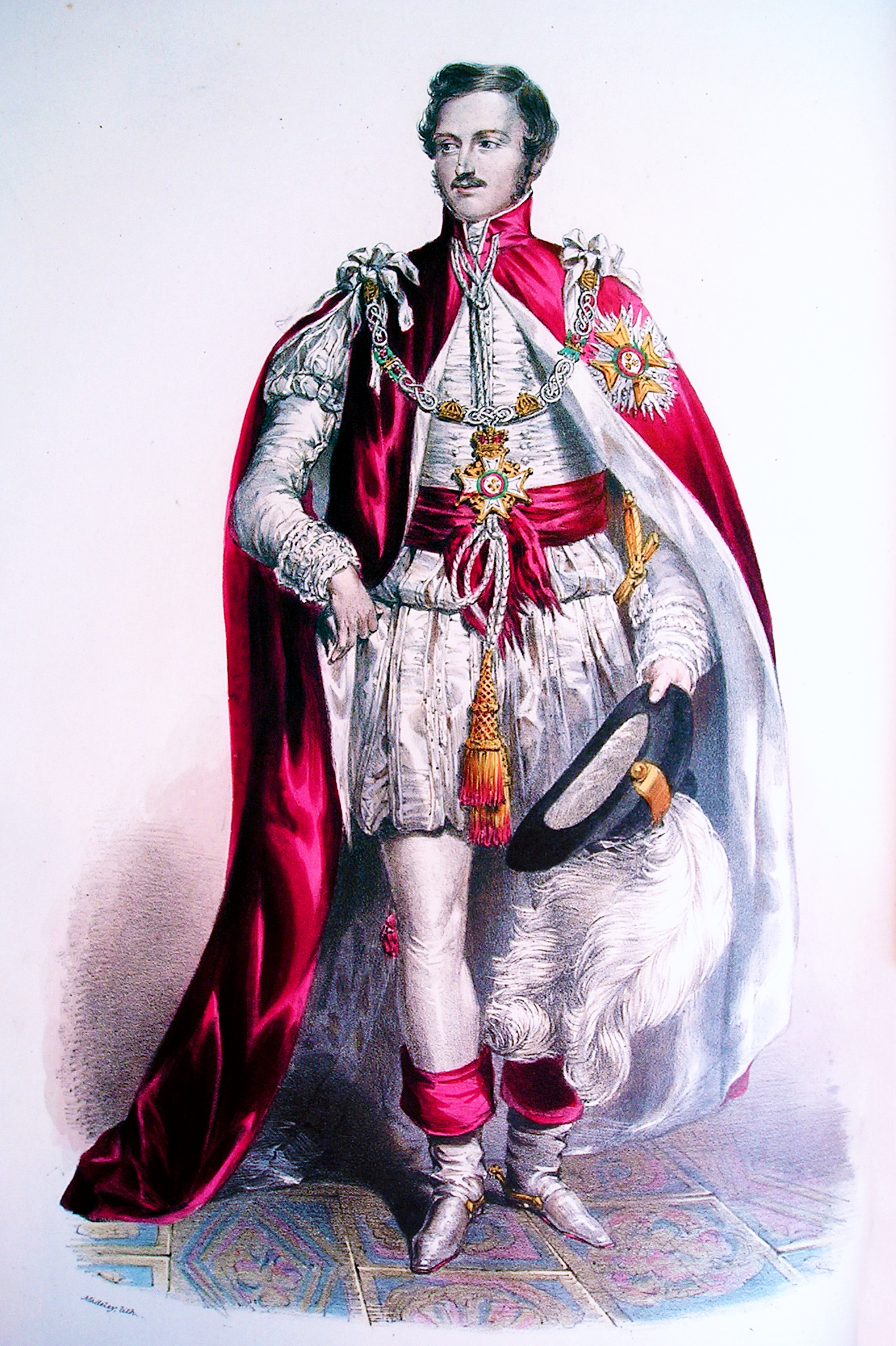
Альберт в одеянии рыцаря Большого креста Ордена Бани

- кавалер ордена Подвязки (16 декабря 1839)[6]
- кавалер ордена Чертополоха[181] (1842[182])
- кавалер ордена Святого Патрика[181] (1842[182])
- Орден Бани
  - Рыцарь Большого креста (6 марта 1840)[183]
  - Великий мастер (25 мая 1847)[184]
- кавалер-компаньон ордена Звезды Индии (25 июня 1861)[185]
- кавалер Большого креста ордена Святых Михаила и Георгия[181]

Иностранные
- Бельгия: кавалер Большого креста ордена Леопольда I (1839)[186]
- Испания: кавалер ордена Золотого руна (27 апреля 1841)[187]
- Дания: кавалер ордена Слона (10 января 1843)[188]
- Российская империя: кавалер ордена Святого апостола Андрея Первозванного (1 июля 1843)[189] и сопутствующих младших орденов Святого Александра Невского, Белого орла и Святой Анны первой степени
- Франция: кавалер Большого креста ордена Почётного легиона (5 сентября 1843)[190]
- Швеция: кавалер ордена Серафимов (февраль 1856)[191]
- Пруссия: кавалер ордена Чёрного орла

### Герб

Герб Альберта в браке

До брака с королевой Викторией Альберт, по германской традиции, носил такой же герб, как и его отец. После свадьбы принцу был предоставлен собственный герб, основанный на королевском гербе Великобритании с бризурой, объединённом с родовым гербом принца — гербом Саксонии. Щит четверочастный: в первой и четвёртой частях — королевский герб Великобритании (начетверо: в первой и четвёртой частях — в червлёном поле три золотых вооружённых лазурью леопарда (идущих льва настороже), один над другим [Англия]; во второй части — в золотом поле червлёный, вооружённый лазурью лев, окружённый двойной процветшей и противопроцветшей внутренней каймой [Шотландия]; в третьей части — в лазоревом поле золотая с серебряными струнами арфа [Ирландия]), обременённый серебряным титлом с тремя зубцами, на среднем зубце червлёный крест; во второй и третьей частях — герб Саксонии (щит, девятикратно пересечённый на золото и чернь, поверх щита — правая перевязь в виде зелёной рутовой короны). Герб Альберта был нетипичен, и описывался Эс Ти Эйвлином как «единичный пример деления на четверти разнородного щита, [который] не соответствует правилам геральдики и сам по себе является геральдическим противоречием».

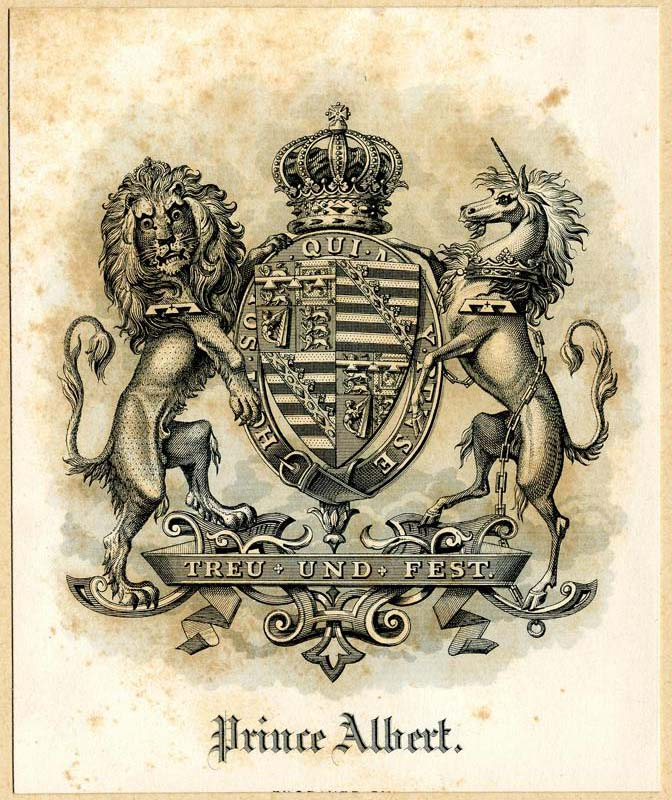
Гербовый экслибрис принца Альберта

Щит окружён лентой ордена Подвязки: в лазоревом поле золотая надпись Honi soit qui mal y pense [Пусть стыдится подумавший плохо об этом]. Щит увенчан короной супруга монарха [с владельческой шапкой] с шестью шлемами (три из них — второй, третий и шестой — коронованы), над которыми располагаются нашлемники Саксен-Кобург-Готы (слева направо): 1. коронованный, вооружённый серебром червлёный бык [Марк]; 2. серебряные рога буйвола, с пятью прикреплёнными по внешнему краю ветками липы с тремя листьями каждая [Тюрингия]; 3. герб Саксонии, увенчанный короной с тремя зелёными павлиньими перьями [Саксония]; 4. профиль бородатого мужчины, облачённого в червлень и серебро, шапка которого увенчана тремя павлиньими перьями [Мейсен]; 5. золотой с чёрными крыльями грифон, вооружённый червленью [Юлих]; 6. двенадцать зелёных перьев павлина по четыре в ряд [Берг].
Щитодержатели обременены титлом (турнирным воротничком), как в щите: на зелёной лужайке золотой, вооружённый червленью и коронованный золотой короной леопард [восстающий лев настороже] и серебряный, вооружённый золотом единорог, увенчанный наподобие ошейника золотой короной, с прикреплённой к ней цепью. Щитодержатели располагаются на ленте с собственным девизом принца Альберта на немецком языке: в зелёном поле золотая надпись Treu und Fest [Верный и уверенный]. Этот же девиз использовался собственным гусарским полком принца Альберта.

## Потомство
У Альберта и Виктории было девять детей, все они достигли зрелого возраста:
- Виктория[k 7] (21 ноября 1840 — 5 августа 1901) — была замужем за кронпринцем, а затем прусским королём и германским императором Фридрихом III. Титул императрицы Виктория носила всего три месяца, после чего овдовела. Императорская чета имела восемь детей (четверо дочерей и четверо сыновей; двое сыновей умерли в детстве), среди них император Германии Вильгельм II и королева-консорт Греции София.
- Эдуард[k 8] (9 ноября 1841 — 6 мая 1910) — принц Уэльский, затем король Великобритании и Ирландии и император Индии. Был женат на Александре Датской, дочери короля Дании Кристиана IX и Луизы Гессен-Кассельской. В браке у Эдуарда было шестеро детей (трое дочерей и трое сыновей; один сын умер в детстве), среди которых — следующий король Великобритании и Ирландии и император Индии Георг V и королева-консорт Норвегии Мод.
- Алиса (25 апреля 1843 — 14 декабря 1878) — была замужем за наследником Великого герцогства Гессенского, затем великим герцогом Гессенским Людвигом IV. У Алисы и Людвига было семеро детей (пятеро дочерей и двое сыновей; сын и дочь умерли в детстве)[197], среди которых были следующий великий герцог Гессенский Эрнст Людвиг и императрица Российской империи Алиса (в православии — Александра Фёдоровна).
- Альфред (6 августа 1844 — 31 июля 1900) — герцог Эдинбургский и Саксен-Кобург-Готский. Был женат на Марии Александровне, дочери российского императора Александра II и Марии Гессен-Дармштадтской (в православии — Мария Александровна). В браке у Альфреда было пятеро детей (сын и четверо дочерей), среди которых — последняя королева-консорт Румынии Мария.
- Елена[k 9] (25 мая 1846 — 9 июня 1923) — была замужем за немецким принцем Кристианом Шлезвиг-Гольштейнским, сыном герцога Шлезвиг-Гольштейн-Зондербург-Аугустенбургского Кристиана Августа. У Елены и Кристиана было шестеро детей (четверо сыновей и двое дочерей; один сын мертворождённый, ещё один умер в младенчестве), однако ни один из них не имел законного потомства.
- Луиза (18 марта 1848 — 3 декабря 1939) — была замужем за маркизом Лорном, затем 9-м герцогом Аргайл Джоном Кэмпбеллом. Детей не имела.
- Артур (1 мая 1850 — 16 января 1942) — герцог Коннаутский и Стратернский. Был женат на Луизе Маргарите Прусской, дочери принца Фридриха Карла Николая Прусского[k 10] и Марии Анны Ангальт-Дессауской. В браке у Артура было трое детей (сын и две дочери), среди которых шведская кронпринцесса Маргарита, которая не стала королевой-консортом, но была матерью датской королевы-консорта Ингрид и бабкой короля Швеции Карла XVI Густава.
- Леопольд (7 апреля 1853 — 28 марта 1884) — герцог Олбани. Был женат на Елене Вальдек-Пирмонтской, дочери Георга Виктора, князя Вальдек-Пирмонтского, и Елены Нассауской. Супруги имели двоих детей (сына и дочь), среди которых — последний герцог Саксен-Кобург-Готский Карл Эдуард.
- Беатриса (14 апреля 1857 — 26 октября 1944) — была замужем за немецким принцем Генрихом Баттенбергом. У Беатрисы было четверо детей (трое сыновей и дочь), среди которых — королева-консорт Испании Виктория Евгения.

Дети Виктории и Альберта.
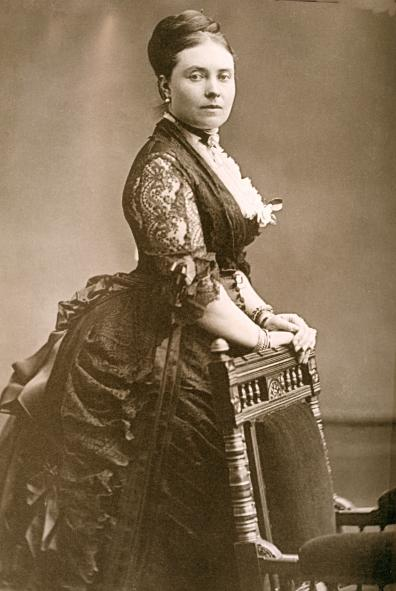
Виктория
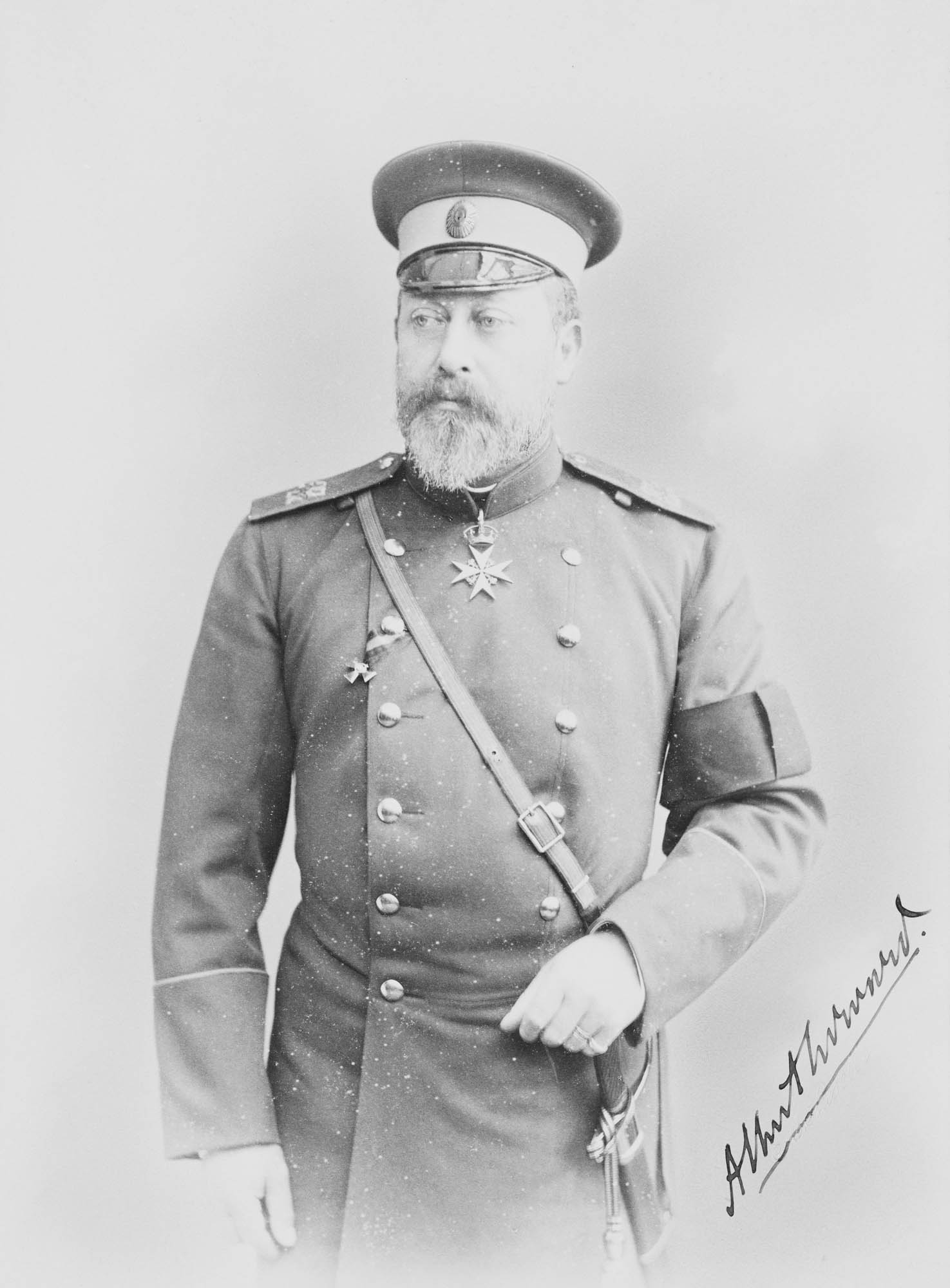
Эдуард
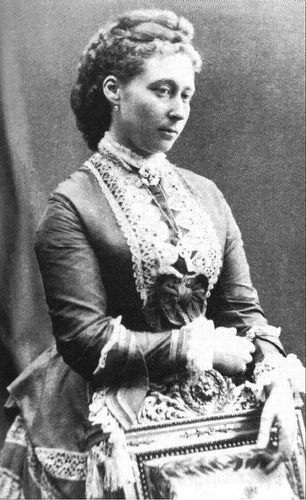
Алиса
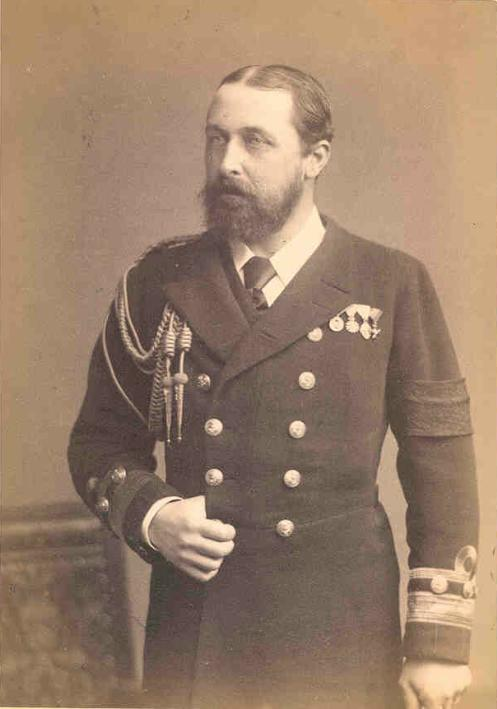
Альфред
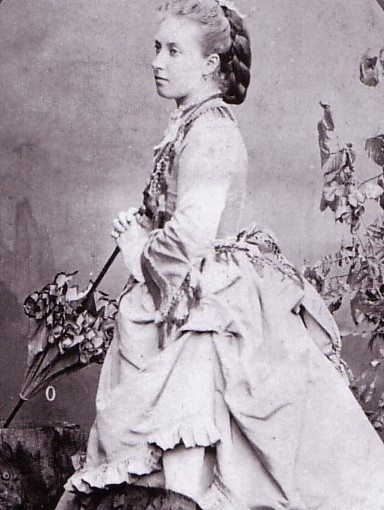
Елена
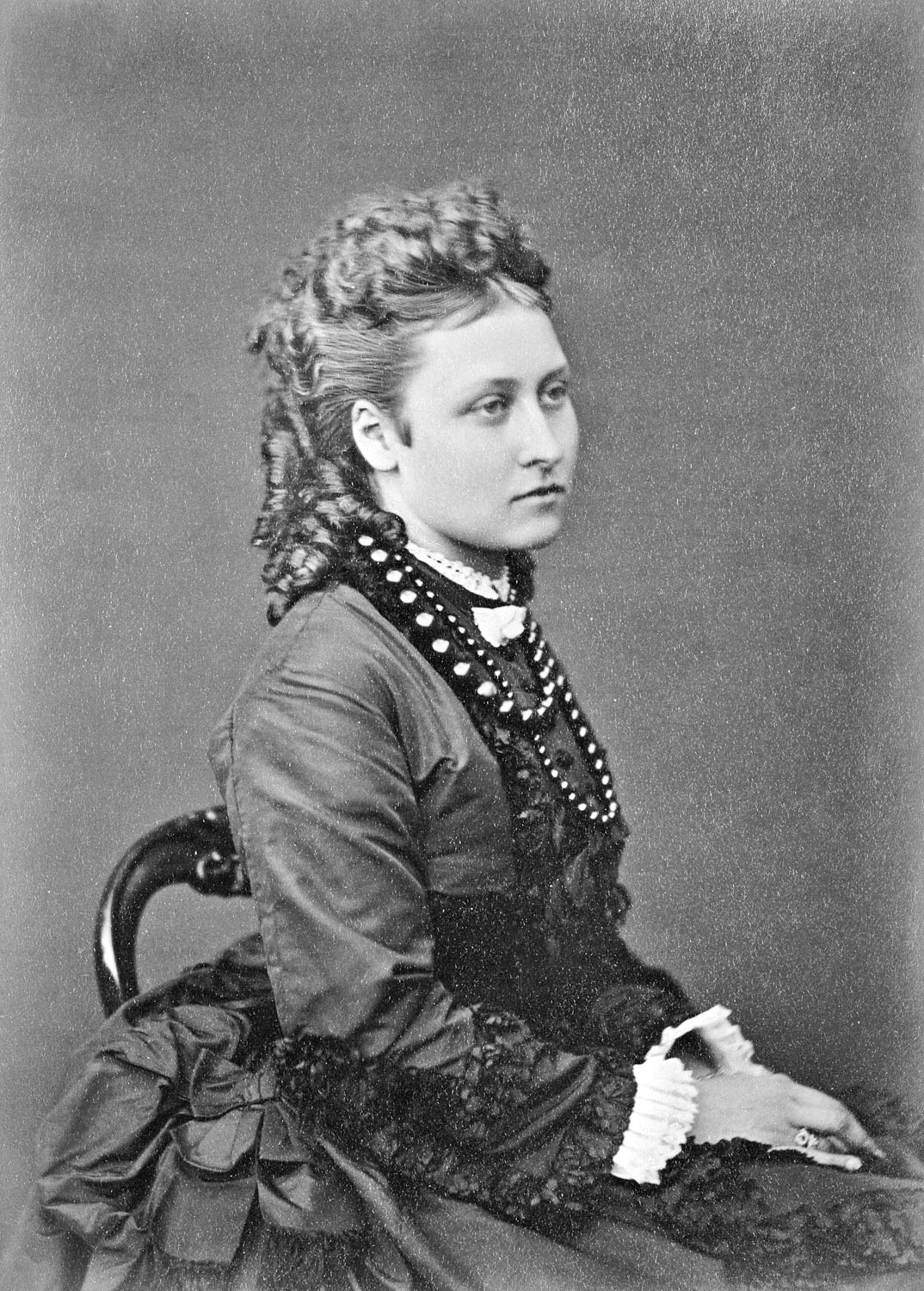
Луиза
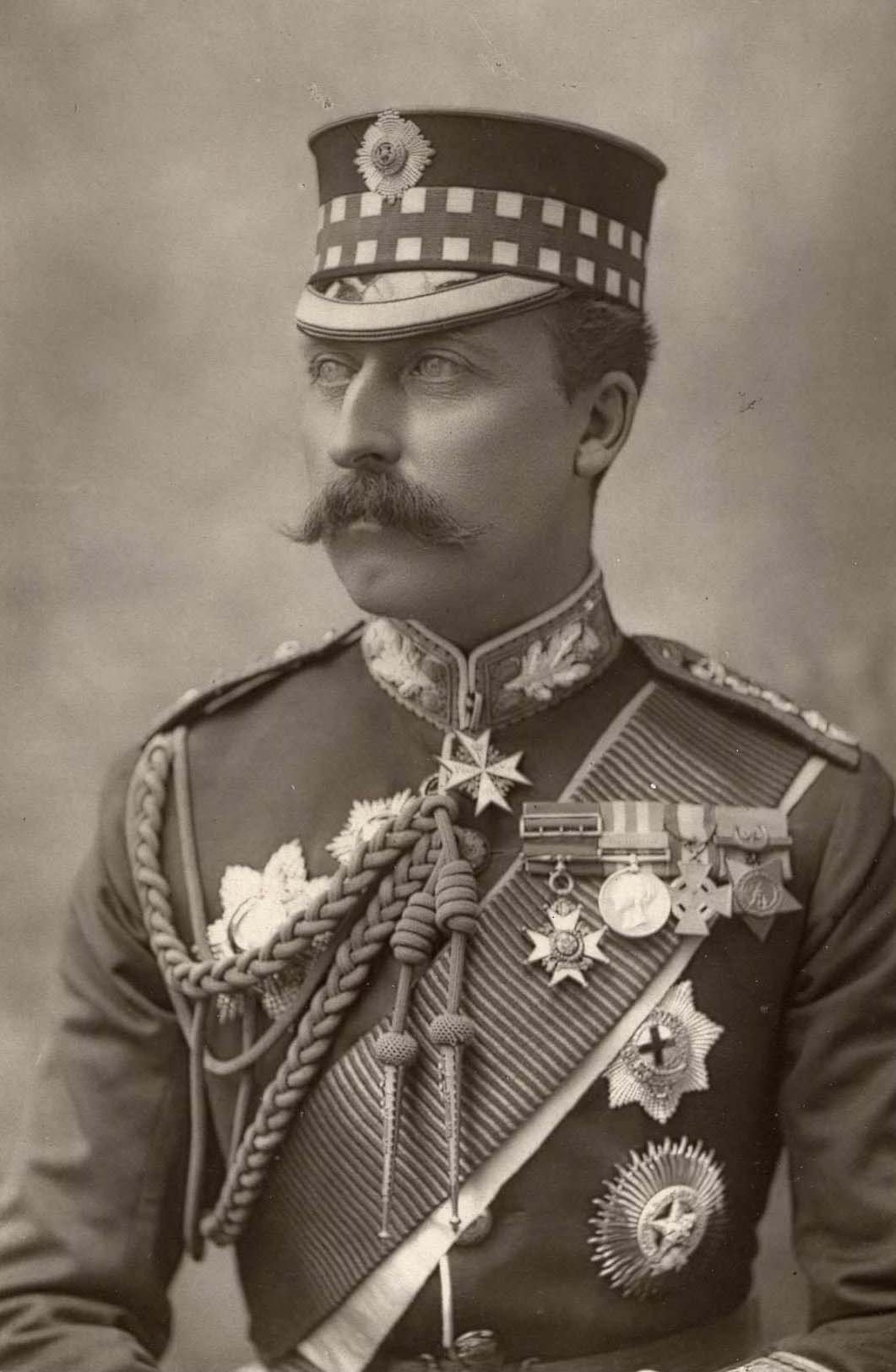
Артур
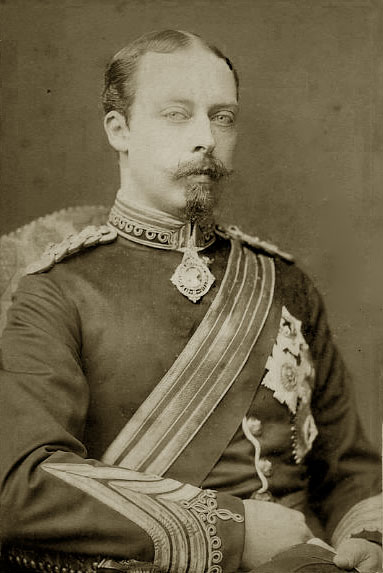
Леопольд
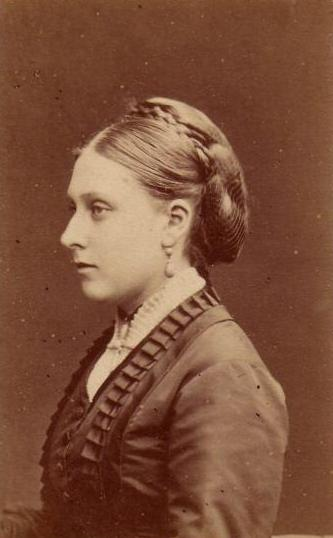
Беатриса

## Комментарии
1. ↑  Формально титул был присвоен только в 1857 году.➤
2. ↑  Из всех законных детей Вильгельма живыми родились только дочери Шарлотта и Елизавета, но обе они скончались в младенчестве[21].
3. ↑  Рабство уже было отменено по всей Британской империи, но все ещё было законным в таких местах, как Соединённые Штаты и французские колонии.
4. ↑  Прежний дворец сгорел в результате пожара 16 октября 1834 года[англ.].
5. ↑  В начале правления Виктория сумела помешать формированию правительства тори сэром Робертом Пилом, отказавшись принять замены, которые Пил хотел сделать в соответствии с традицией среди фрейлин королевы.
6. ↑  Альберт превращён в героический персонаж: в вымышленном изображении покушения 1840 года он был ранен, чего не было в реальной жизни[171][172].
7. ↑  В семье была известна под прозвищем Викки.
8. ↑  До восшествия на престол был известен под крестильным именем Альберт, а также производным от него прозвищем Берти.
9. ↑  В семье была известна под уменьшительно-ласкательным прозвищем «Ленхен», образованным от другого прозвища — немецкого «Хеленхен»[198].
10. ↑  Фридрих Карл Николай был внуком прусского короля Фридриха Вильгельма III.